# صامويل ويستون
صامويل وينديل ويستون (بالإنجليزية: Samuel Wendell Williston)‏ (10 يوليو 1851 - 30 أغسطس 1918)، كان إحاثياً أمريكياً، كما كان أول من اقترح نظرية العدو السريع في تحليق الطيور، كما كان مهتم بعلم الحشرات وبذوات الجناحين.